# Waldbaum's Hamlet Cup 1998 - Qualificazioni singolare
Le qualificazioni del singolare  del Waldbaum's Hamlet Cup 1998 sono state un torneo di tennis preliminare per accedere alla fase finale della manifestazione. I vincitori dell'ultimo turno sono entrati di diritto nel tabellone principale. In caso di ritiro di uno o più giocatori aventi diritto a questi sono subentrati i lucky loser, ossia i giocatori che hanno perso nell'ultimo turno ma che avevano una classifica più alta rispetto agli altri partecipanti che avevano comunque perso nel turno finale.
Le qualificazioni del torneo Waldbaum's Hamlet Cup 1998 prevedevano 32 partecipanti di cui 4 sono entrati nel tabellone principale.

## Teste di serie
1. Mariano Puerta (secondo turno)
2. Fernando Vicente (primo turno)
3. David Prinosil (ultimo turno)
4. Sargis Sargsian (secondo turno)

1. Brett Steven (Qualificato)
2. Javier Sánchez (Qualificato)
3. Dennis van Scheppingen (secondo turno)
4. Jordi Burillo (Qualificato)

## Qualificati
1. Lior Mor
2. Jordi Burillo

1. Brett Steven
2. Javier Sánchez

## Tabellone

### Legenda
| - Q = Qualificato - WC = Wild card - LL = Lucky loser | - ALT = Alternate - SE = Special Exempt - PR = Protected Ranking | - w/o = Walkover - r = Ritirato - d = Squalificato |

### Sezione 1
|  | Primo turno  | Primo turno            | Primo turno    | Primo turno | Primo turno |  |  | Secondo turno | Secondo turno          | Secondo turno          | Secondo turno | Secondo turno |   |   | Ultimo turno | Ultimo turno | Ultimo turno | Ultimo turno | Ultimo turno |  |
|  |              |                        |                |             |             |  |  |               |                        |                        |               |               |   |   |              |              |              |              |              |  |
|  | 1            | Mariano Puerta         | Mariano Puerta | 6           | 6           |  |  |               |                        |                        |               |               |   |   |              |              |              |              |              |  |
|  |              | Andy Ram               | Andy Ram       | 2           | 4           |  |  | 1             | Mariano Puerta         | Mariano Puerta         | 6             | 4             |   |   |              |              |              |              |              |  |
|  | Taylor Dent  | Taylor Dent            | Taylor Dent    | 6           | 6           |  |  |               | Taylor Dent            | Taylor Dent            | 7             | 6             |   |   |              |              |              |              |              |  |
|  | Eric Taino   | Eric Taino             | Eric Taino     | 0           | 4           |  |  |               |                        |                        |               |               |   |   | Taylor Dent  | Taylor Dent  | Taylor Dent  | 4            | 5            |  |
|  | Lior Mor     | Lior Mor               | Lior Mor       | 6           | 6           |  |  |               |                        | Lior Mor               | Lior Mor      | Lior Mor      | 6 | 7 |              |              |              |              |              |  |
|  | Nir Welgreen | Nir Welgreen           | Nir Welgreen   | 3           | 3           |  |  |               | Lior Mor               | Lior Mor               | 6             | 7             |   |   |              |              |              |              |              |  |
|  | 7            | Dennis van Scheppingen | 2              | 6           | 6           |  |  | 7             | Dennis van Scheppingen | Dennis van Scheppingen | 4             | 5             |   |   |              |              |              |              |              |  |
|  |              | Toby Mitchell          | 6              | 1           | 4           |  |  |               |                        |                        |               |               |   |   |              |              |              |              |              |  |

### Sezione 2
|  | Primo turno   | Primo turno      | Primo turno      | Primo turno | Primo turno |  |  | Secondo turno | Secondo turno | Secondo turno | Secondo turno | Secondo turno |   |   | Ultimo turno | Ultimo turno | Ultimo turno | Ultimo turno | Ultimo turno |  |
|  |               |                  |                  |             |             |  |  |               |               |               |               |               |   |   |              |              |              |              |              |  |
|  |               | Mark Draper      | Mark Draper      | 6           | 6           |  |  |               |               |               |               |               |   |   |              |              |              |              |              |  |
|  | 2             | Fernando Vicente | Fernando Vicente | 2           | 2           |  |  | Mark Draper   | Mark Draper   | 6             | 2             | 3             |   |   |              |              |              |              |              |  |
|  | Amir Hadad    | Amir Hadad       | 6                | 5           | 6           |  |  | Amir Hadad    | Amir Hadad    | 1             | 6             | 6             |   |   |              |              |              |              |              |  |
|  | Murphy Jensen | Murphy Jensen    | 1                | 7           | 3           |  |  |               |               |               |               |               |   |   |              | Amir Hadad   | Amir Hadad   | 0            | 2            |  |
|  | Fernon Wibier | Fernon Wibier    | 6                | 6           | 6           |  |  |               |               | 8             | Jordi Burillo | Jordi Burillo | 6 | 6 |              |              |              |              |              |  |
|  | Alex Roberman | Alex Roberman    | 4                | 7           | 0           |  |  |               | Fernon Wibier | Fernon Wibier | 4             | 4             |   |   |              |              |              |              |              |  |
|  | 8             | Jordi Burillo    | 6                | 2           | 6           |  |  | 8             | Jordi Burillo | Jordi Burillo | 6             | 6             |   |   |              |              |              |              |              |  |
|  |               | Marc Merry       | 2                | 6           | 3           |  |  |               |               |               |               |               |   |   |              |              |              |              |              |  |

### Sezione 3
|  | Primo turno     | Primo turno     | Primo turno     | Primo turno | Primo turno |  |  | Secondo turno | Secondo turno  | Secondo turno  | Secondo turno | Secondo turno |   |   | Ultimo turno | Ultimo turno   | Ultimo turno | Ultimo turno | Ultimo turno |  |
|  |                 |                 |                 |             |             |  |  |               |                |                |               |               |   |   |              |                |              |              |              |  |
|  | 3               | David Prinosil  | David Prinosil  | 7           | 6           |  |  |               |                |                |               |               |   |   |              |                |              |              |              |  |
|  |                 | Patrick McEnroe | Patrick McEnroe | 6           | 2           |  |  | 3             | David Prinosil | David Prinosil | 6             | 6             |   |   |              |                |              |              |              |  |
|  | Damien Roberts  | Damien Roberts  | Damien Roberts  | 6           | 6           |  |  |               | Damien Roberts | Damien Roberts | 4             | 2             |   |   |              |                |              |              |              |  |
|  | Jonathan Stark  | Jonathan Stark  | Jonathan Stark  | 4           | 2           |  |  |               |                |                |               |               |   |   | 3            | David Prinosil | 7            | 4            | 5            |  |
|  | Andrew Painter  | Andrew Painter  | Andrew Painter  | 7           | 6           |  |  |               |                | 5              | Brett Steven  | 6             | 6 | 7 |              |                |              |              |              |  |
|  | Srinath Prahlad | Srinath Prahlad | Srinath Prahlad | 6           | 3           |  |  |               | Andrew Painter | Andrew Painter | 1             | 3             |   |   |              |                |              |              |              |  |
|  | 5               | Brett Steven    | Brett Steven    | 6           | 6           |  |  | 5             | Brett Steven   | Brett Steven   | 6             | 6             |   |   |              |                |              |              |              |  |
|  |                 | Tomáš Anzari    | Tomáš Anzari    | 2           | 1           |  |  |               |                |                |               |               |   |   |              |                |              |              |              |  |

### Sezione 4
|  | Primo turno        | Primo turno        | Primo turno        | Primo turno | Primo turno |  |  | Secondo turno | Secondo turno   | Secondo turno   | Secondo turno  | Secondo turno |   |   | Ultimo turno | Ultimo turno | Ultimo turno | Ultimo turno | Ultimo turno |  |
|  |                    |                    |                    |             |             |  |  |               |                 |                 |                |               |   |   |              |              |              |              |              |  |
|  | 4                  | Sargis Sargsian    | 7                  | 5           | 6           |  |  |               |                 |                 |                |               |   |   |              |              |              |              |              |  |
|  |                    | Jaymon Crabb       | 6                  | 7           | 3           |  |  | 4             | Sargis Sargsian | Sargis Sargsian | 6              | 5             |   |   |              |              |              |              |              |  |
|  | George Bastl       | George Bastl       | George Bastl       | 6           | 6           |  |  |               | George Bastl    | George Bastl    | 7              | 7             |   |   |              |              |              |              |              |  |
|  | Aleksandar Kitinov | Aleksandar Kitinov | Aleksandar Kitinov | 3           | 4           |  |  |               |                 |                 |                |               |   |   |              | George Bastl | 6            | 2            | 2            |  |
|  | Mike Bryan         | Mike Bryan         | Mike Bryan         | 6           | 6           |  |  |               |                 | 6               | Javier Sánchez | 4             | 6 | 6 |              |              |              |              |              |  |
|  | Justin Bower       | Justin Bower       | Justin Bower       | 3           | 4           |  |  |               | Mike Bryan      | Mike Bryan      | 4              | 5             |   |   |              |              |              |              |              |  |
|  | 6                  | Javier Sánchez     | Javier Sánchez     | 7           | 6           |  |  | 6             | Javier Sánchez  | Javier Sánchez  | 6              | 7             |   |   |              |              |              |              |              |  |
|  |                    | Andrej Stoljarov   | Andrej Stoljarov   | 6           | 4           |  |  |               |                 |                 |                |               |   |   |              |              |              |              |              |  |